# Forte Spagnolo
El Forte spagnolo (en español "fuerte español") se encuentra en la ciudad italiana de L'Aquila (en la región Abruzos).

## Historia
Fue construido entre 1534 y 1567 con el proyecto del arquitecto militar Pedro Luis Escrivá, por iniciativa de Carlos I de España, rey del Reino de Nápoles.
Actualmente el fuerte es utilizado como museo y para iniciativas y culturales.

## Características
El fuerte tiene una planta cuadrada con bastiones defensivos en los extremos, que completan la forma de estrella.
Un foso rodea el fuerte, atravesado por un puente que da acceso a la puerta principal.